# Список народных артистов Вьетнама
Звание Народный артист Вьетнама присваивается наиболее выдающимся деятелям искусства Социалистической Республики Вьетнам. С 1984 по 2024 год состоялось 10 сессий присвоения звания: в 1984, 1988, 1993, 1997, 2001, 2007, 2011, 2015, 2019 и 2024 годах, суммарно 576 человекам. В 2010 году в особом, внеочередном порядке звание было присвоено И Моану, поэтому общее количество награждённых — 577 человек.

## 1984
Решением Председателя Совета Министров от 25 января 1984 года № 44/CT звание получили 40 человек.
1. Зыонг Нгок Тхай[вьет.] (вьет. Dương Ngọc Thái, Нам Ба) — национальный музыкальный инструмент
2. Фам Чыонг[вьет.] (вьет. Phạm Chương, Мыой Тхан) — вьетнамская опера туонг
3. Нгуен Фыонг Зань[вьет.] (вьет. Nguyễn Phương Danh, Там Зань) — кайлыонг
4. Чан Тхи Диу[вьет.] (вьет. Trần Thị Dịu (Зиу Хыонг) — тео
5. Нгуен Тхи До[вьет.] (вьет. Nguyễn Thị Ðồ, Нам До) — вьетнамская опера туонг
6. Зыонг Нгок Дык[вьет.] (вьет. Dương Ngọc Ðức) — театр
7. Ву Туан Дык[вьет.] (вьет. Vũ Tuấn Ðức) — национальный музыкальный инструмент
8. Нгуен Тхи Ча Зянг (вьет. Nguyễn Thị Trà Giang, Чa Зянг) — актриса кино
9. Буй Динь Хак[вьет.] (вьет. Bùi Ðình Hạc) — кино, премия Хо Ши Мина
10. Фам Ван Хай (вьет. Phạm Văn Ha, Ба Ду) — кайлыонг
11. Чыонг Фунг Хао[вьет.] (вьет. Trương Phụng Hảo, Фунг Ха) — кайлыонг
12. Та Зюи Хьен[вьет.] (вьет. Tạ Duy Hiển) — цирк
13. Чан Хоат (вьет. Trần Hoạt) — драматический театр
14. Чыонг Тхи Тхань Хюен[вьет.] (вьет. Trương Thị Thanh Huyền) — пение
15. Куок Хыонг[вьет.] (вьет. Quốc Hương) — пение
16. Фам Ван Кхоа (вьет. Phạm Văn Khoa) — кино
17. Нгуен Лай (вьет. Nguyễn Lai, Шау Лай) — вьетнамская опера туонг
18. Чинь Тхи Лан[вьет.] (вьет. Trịnh Thị Lan, Ка Там) — тео
19. Нго Тхи Льеу[вьет.] (вьет. Ngô Thị Liễu) — вьетнамская опера туонг
20. Нго И Линь[вьет.] (вьет. Ngô Y Linh) — театр
21. Буй Тхи Лоан (вьет. Bùi Thị Loan, Тяу Лоан) — чтение стихов и пение кахюэ
22. Дао Монг Лонг[вьет.] (вьет. Đào Mộng Long) — драматический театр и кайлыонг
23. Нгуен Тху Ле[вьет.] (вьет. Nguyễn Thứ Lễ, Тхе Лы) — драматический театр, премия Хо Ши Мина
24. Нгуен Динь Тхай[вьет.] (вьет. Nguyễn Ðình Thái, Тхай Ли) — танцы, премия Хо Ши Мина
25. Фам Тхи Нгиа[вьет.] (вьет. Phạm Thị Nghĩa, Шонг Ким) — драматический театр
26. Тонг Ван Нгу (вьет. Tống Văn Ngũ, Нам Нгу) — тео
27. Фунг Тхи Нян (вьет. Phùng Thị Nhạn, Фунг Нян) — танцы
28. Нгуен Хай Нинь (вьет. Nguyễn Hải Ninh) — кино, премия Хо Ши Мина
29. И Бром[вьет.] (вьет. Y Brơm) — танцы
30. Нгуен Хонг Шен (вьет. Nguyễn Hồng Sến) — кино, премия Хо Ши Мина
31. Данг Тхай Шон (вьет. Đặng Thái Sơn) — фортепиано
32. Ву Тхи Хоа Там[вьет.] (вьет. Vũ Thị Hoa Tâm) — тео
33. Зыонг Ван Дыок (вьет. Dương Văn Ðược, Зыонг Нгок Тхать) — кайлыонг
34. Ву Тхи Ле Тхи[вьет.] (вьет. Vũ Thị Lệ Thi) — театр байтёй, вьетнамская опера туонг
35. Нгуен Ван Тхинь[вьет.] (вьет. Nguyễn Văn Thịnh, Чум Тхинь) — тео
36. Нгуен Суан Ким[вьет.] (вьет. Nguyễn Xuân Kim, Си Тьен) — кайлыонг
37. Фам Кан Чыонг[вьет.] (вьет. Phạm Can Trường, Кан Чыонг) — драматический театр
38. Нгуен Нё Туи[вьет.] (вьет. Nguyễn Nho Túy, Дои Тао) — вьетнамская опера туонг
39. Ле Лонг Ван[вьет.] (вьет. Lê Long Vân, Ба Ван) — кайлыонг
40. Нгуен Тхи Вок[вьет.] (вьет. Nguyễn Thị Vóc, Бать Ча) — вьетнамская опера туонг

## 1988
В соответствии с решением Государственного совета от 11 ноября 1988 года № 172KT/HÐNN звание получили 13 человек.
1. Нгуен Данг Бай[вьет.] (вьет. Nguyễn Ðăng Bảy)
2. Нгуен Тхань Тяу[вьет.] (вьет. Nguyễn Thành Châu, Нам Тяу) — кайлыонг
3. Хоанг Тхи Бать Дьеу (вьет. Hoàng Thị Bạch Ðiểu, Чук Куинь) — драматический театр
4. Куать Тхи Хо[вьет.] (вьет. Quách Thị Hồ) — качу
5. Нгуен Тхи Тхыонг[вьет.] (вьет. Nguyễn Thị Thường, Тхыонг Хюен) — пение
6. Динь Нгок Льен[вьет.] (вьет. Ðinh Ngọc Liên) — дирижёр
7. Фам Ван Ланг (вьет. Phạm Văn Lạng, Мань Лин) — драматург, впоследствии лишенный титула
8. Нгуен Динь Нги[вьет.] (вьет. Nguyễn Ðình Nghi) — театр
9. Нгуен Фам[вьет.] (вьет. Nguyễn Phẩm, Тянь Фам) — вьетнамская опера
10. Нгуен Нгок Куинь (вьет. Nguyễn Ngọc Quỳnh) — кино
11. Тю Тхюи Куинь[вьет.] (вьет. Chu Thúy Quỳnh) — актёр, хореограф
12. Во Ши Тхыа (вьет. Võ Sĩ Thừa) — вьетнамская опера
13. Чан Ву (вьет. Trần Vũ) — кино

## 1993
Согласно Постановлению Президента № 64/KT-CTN от 14 января 1993 года звание получили 39 человек.
1. Чан Банг[вьет.] (вьет. Trần Bảng) — тео
2. Нгуен Чонг Банг[вьет.] (вьет. Nguyễn Trọng Bằng) — дирижёр
3. Фунг Хюи Бинь (вьет. Phùng Huy Bính) — театральный художник
4. Чыонг Динь Бой (вьет. Trương Ðình Bôi) — вьетнамская опера туонг
5. Доан Тхи Зунг[вьет.] (вьет. Đoàn Thị Dung, Ле Зунг) — певец
6. Нгуен Кхань Зы[вьет.] (вьет. Nguyễn Khánh Dư) — режиссёр, оператор
7. Ву Нгок Зы (вьет. Vũ Ngọc Dư) — кайлыонг
8. Ле Доа (вьет. Lê Ðóa) — дирижёр
9. Лыонг Донг (вьет. Lương Ðống) — театр
10. Нгуен Тхи Тхань Хьен[вьет.] (вьет. Nguyễn Thị Thanh Hiền, Тху Хьен) — пение
11. Нгуен Хонг (вьет. Nguyễn Hồng) — театральный художник
12. Данг Хунг (вьет. Ðặng Hùng) — танцы
13. Нгуен Чонг Кхой[вьет.] (вьет. Nguyễn Trọng Khôi) — театр
14. Хоанг Тхи Лан (вьет. Hoàng Thị Lan) — тео
15. Дам Тхи Льен[вьет.] (вьет. Ðàm Thị Liên (Дам Льен)) — вьетнамская опера туонг
16. Доан Лонг (вьет. Ðoàn Long) — танцы
17. До Чонг Лок (вьет. Ðỗ Trọng Lộc, До Лок) — музыка
18. Нгуен Тхи Минь Ли[вьет.] (вьет. Nguyễn Thị Minh Lý) — тео
19. Данг Нят Минь[вьет.] (вьет. Đặng Nhật Minh) — кино, премия Хо Ши Мина
20. Чан Минь (вьет. Trần Minh) — режиссёр
21. Ле Тхи Нам[вьет.] (вьет. Lê Thị Nam, Бай Нам) — кайлыонг
22. Нгуен Минь Нгок (вьет. Nguyễn Minh Ngọc) — театр
23. Нгуен Динь Куанг[вьет.] (вьет. Nguyễn Ðình Quang) — театр, премия Хо Ши Мина
24. Чан Куи (вьет. Trần Quý) — дирижёр
25. Хюинь Тан Ши[вьет.] (вьет. Huỳnh Tấn Sĩ, Куанг Хай) — дирижёр
26. Буй Тхи Тхай[вьет.] (вьет. Bùi Thị Thái, Тует Май) — диктор
27. Нгуен Хюи Тхань[вьет.] (вьет. Nguyễn Huy Thành) — кино
28. Ле Тьен Тхо (вьет. Lê Tiến Thọ) — вьетнамская опера туонг, заместитель министра культуры и информации
29. Нгуен Ван Тхонг[вьет.] (вьет. Nguyễn Văn Thông) — кино
30. Нгуен Тхи Тху (вьет. Nguyễn Thị Thu, Ман Тху) — вьетнамская опера туонг
31. Тю Ван Тхык (вьет. Chu Văn Thức) — тео
32. Нгуен Данг Тхук[вьет.] (вьет. Nguyễn Ðăng Thục, Тао Мат) — театр, премия Хо Ши Мина
33. Нгуен Ван Тхыонг[вьет.] (вьет. Nguyễn Văn Thương) — музыка, премия Хо Ши Мина
34. Чан Ван Тьен (вьет. Trần Văn Tiến, Чан Тьен) — драматический театр
35. Нгуен Тхань Тон[вьет.] (вьет. Nguyễn Thành Tôn, Тхань Тон) — вьетнамская опера туонг
36. Хоанг Туен (вьет. Hoàng Tuyển) — театральный художник
37. Нгуен Динь Тыонг (вьет. Nguyễn Ðình Tưởng, Мань Туонг) — кайлыонг
38. Чыонг Тыонг Ви[вьет.] (вьет. Trương Tường Vi, Тыонг Ви) — певец
39. Чан Вьет[вьет.] (вьет. Trần Việt) — кинотеатр

## 1997
Согласно Постановлению Президента № 1157 / KT-CTN от 3 февраля 1997 года звание получили 38 человек.
1. Хоанг Ань (вьет. Hoàng Anh) — кайлыонг
2. Нгуен Тхи Там Тинь[вьет.] (вьет. Nguyễn Thị Tâm Chính) — цирк
3. Нгуен Ань Зунг (вьет. Nguyễn Anh Dũng, Доан Зунг) — драматический театр
4. Фам Куи Зыонг[вьет.] (вьет. Phạm Quý Dương, Куи Зыонг) — пение
5. Нгуен Суан Дам (вьет. Nguyễn Xuân Ðàm, Суан Дам) — театральный режиссёр
6. Буй Чонг Данг (вьет. Bùi Trọng Ðang) — тео
7. Дао Дык (вьет. Ðào Ðức) — театральный художник
8. Нгуен Лыонг Дык (вьет. Nguyễn Lương Ðức) — кино
9. Минь Дык (вьет. Minh Ðức) — вьетнамская опера туонг
10. Зоан Хоанг Зянг[вьет.] (вьет. Doãn Hoàng Giang) — театр
11. Нгуен Динь Хам (вьет. Nguyễn Ðình Hàm) — художник
12. Нгуен Тхи Хьен (вьет. Nguyễn Thị Hiển) — танец
13. Чан Чунг Хьеу[вьет.] (вьет. Trần Trung Hiếu, Чан Хьеу) — пение
14. Ле Ван Кхинь (вьет. Lê Văn Khình, Ле Кхинь) — хореограф
15. Чан Кьем (вьет. Trần Kiềm)
16. Динь Тхи Суан Ла[вьет.] (вьет. Ðinh Thị Xuân La, Суан Ла) — танец
17. Нго Мань Лан[вьет.] (вьет. Ngô Mạnh Lân) — мультипликация
18. Ле Тхи Ай Льен[вьет.] (вьет. Lê Thị Ái Liên) — кайлыонг
19. Хоанг Фи Лонг (вьет. Hoàng Phi Long) — танец
20. Нгуен Мам (вьет. Nguyễn Mầm, Ли Мам) — тео
21. Лыу Фи Нга (вьет. Lưu Phi Nga) — кайлыонг
22. Ву Ван Нги (вьет. Vũ Văn Nghị, Ты Льен) — тео
23. Май Чунг Нгок[вьет.] (вьет. Mai Trung Ngọc, Май Кхань) — пение
24. Нгуен Нгок Фак (вьет. Nguyễn Ngọc Phác, Нгок Фыонг) — театральный режиссёр
25. Фам Тан Фыок[вьет.] (вьет. Phạm Tấn Phước, Фам Кхак)
26. Чыонг Куа[вьет.] (вьет. Trương Qua) — кино
27. Динь Куа (вьет. Ðinh Quả) — вьетнамская опера туонг
28. Нгуен Тхань Там (вьет. Nguyễn Thanh Tâm, Бать Зьеп) — кино
29. Хюинь Ван Тхать (вьет. Huỳnh Văn Thạch, Хюинь Нга) — театральный режиссёр
30. Фам Тхи Тхань[вьет.] (вьет. Phạm Thị Thành) — театр
31. Нгуен Дык Тхинь (вьет. Nguyễn Ðức Thỉnh, Мань Туан) — тео
32. Чинь Тхинь (вьет. Trịnh Thịnh) — актёр
33. Нгуен Нгок Тхюи (вьет. Nguyễn Ngọc Thủy, Нгок Тхюи) — актриса драматического театра
34. До Винь Тьен[вьет.] (вьет. Ðỗ Vĩnh Tiến, Минь Тьен) — хореограф
35. Нгуен Куанг Тон (вьет. Nguyễn Quang Tốn, Куанг Тон) — вьетнамская опера туонг
36. Лам Тхань Тонг[вьет.] (вьет. Lâm Thanh Tòng, Лам Той) — киноактер
37. Ле Ба Тунг (вьет. Lê Bá Tùng) — вьетнамская опера туонг
38. Нгуен Тхань Ут[вьет.] (вьет. Nguyễn Thành Út, Ут Ча Он) — кайлыонг

## 2001
Звание получили 22 человека.
1. Динь Банг Фи (вьет. Đinh Bằng Phi) — вьетнамская опера туонг
2. Зыонг Конг Тхуан[вьет.] (вьет. Dương Công Thuấn, Дьеп Ланг) — театр кайлыонг
3. Чан Май Кхань[вьет.] (вьет. Trần Mai Khanh, Ле Кхань) — актёр театра и кино
4. Лыу Ван Фук (вьет. Lưu Văn Phúc) — цирк
5. Нгуен Чунг Кьен[вьет.] (вьет. Nguyễn Trung Kiên) — пение
6. Буй Зя Тыонг[вьет.] (вьет. Bùi Gia Tường) — виолончель
7. Лыонг Ким Винь (вьет. Lương Kim Vĩnh) — национальный музыкальный инструмент
8. Та Бон[вьет.] (вьет. Tạ Bôn) — скрипка
9. Чан Тхе Дан (вьет. Trần Thế Dân) — кино
10. Ле Мань Тхить (вьет. Lê Mạnh Thích) — кино
11. Чан Ван Тхюи[вьет.] (вьет. Trần Văn Thủy) — кино
12. Дао Чонг Кхань[вьет.] (вьет. Đào Trọng Khánh) — кино
13. Чан Дык Фыонг[вьет.] (вьет. Trần Đức Phương, Чан Фыонг) — кино
14. Нгуен Тхань Ан (вьет. Nguyễn Thanh An) — кино
15. Нгуен Тхе Ань[вьет.] (вьет. Nguyễn Thế Anh, Тхе Ань) — актёр
16. Ынг Зуи Тхинь (вьет. Ứng Duy Thịnh) — режиссёр, танцы
17. Ву Вьет Кыонг (вьет. Vũ Việt Cường) — танцы
18. Нгуен Конг Няк (вьет. Nguyễn Công Nhạc) — танцы
19. Као Ван Бать[вьет.] (вьет. Cao Văn Bách) (Као Вьет Бать) — музыка
20. Нгуен Тхи Тхань[вьет.] (вьет. Nguyễn Thị Thanh, Тхань Хоа) — пение
21. Ле Нгок Кань (вьет. Lê Ngọc Canh) — танцы
22. Нгуен Куанг Тхо[вьет.] (вьет. Nguyễn Quang Thọ, Куанг Тхо) — пение

## 2007
Звание получили 39 человек.
1. Нгуен Кхак Лой (вьет. Nguyễn Khắc Lợi) — кино
2. Нгуен Хыу Туан (вьет. Nguyễn Hữu Tuấn) —
3. Нгуен Ньы Куинь (вьет. Nguyễn Như Quỳnh, Ньы Куинь) — актёр
4. Фам Куанг Винь (вьет. Phạm Quang Vĩnh) — художник
5. Ле Хунг[вьет.] (вьет. Lê Hùng) — режиссёр
6. Нгуен Фук Лыу Лан Хыонг[вьет.] (вьет. Nguyễn Phúc Lưu Lan Hương, Лан Хыонг) — актёр
7. Хоанг Тьен Зунг[вьет.] (вьет. Hoàng Tiến Dũng, Хоанг Зунг) — актёр
8. Нгуен Тхань Тонг[вьет.] (вьет. Nguyễn Thanh Tòng, Тхань Тонг) —
9. Фан Дат Чыонг (вьет. Phan Đắt Trưởng, Фан Фан) — дизайнер
10. До Доан Тяу (вьет. Đỗ Doãn Châu) — художник
11. Нгуен Кхай Хынг (вьет. Nguyễn Khải Hưng, Кхай Хынг) — режиссёр телевидения
12. Нгуен Вьет Кыонг (вьет. Nguyễn Việt Cường) — режиссёр телевидения
13. Фан Зоан Тан[вьет.] (вьет. Phan Doãn Tần, Зоан Тан) — певец
14. Нгуен Чунг Дык[вьет.] (вьет. Nguyễn Trung Đức, Чунг Дык) — певец
15. Нгуен Тхи Тхань Там (вьет. Nguyễn Thị Thanh Tâm) — музыкант (монохорд)
16. Нгуен Суан Хоать (вьет. Nguyễn Xuân Hoạch) —
17. Ву Тхи Май Фыонг (вьет. Vũ Thị Mai Phương) —
18. До Тхи Фыонг Бао[вьет.] (вьет. Đỗ Thị Phương Bảo) — сольный народный инструмент
19. Чан Бинь (вьет. Trần Bình) — режиссёр, арт-директор
20. До Тьен Динь (вьет. Đỗ Tiến Đinh) — танцы
21. Нго Тхи Кьеу Нган (вьет. Ngô Thị Kiều Ngân) — танцы
22. Ле Нгок Кыонг (вьет. Lê Ngọc Cường) — танцы
23. Фам Ань Фыонг (вьет. Phạm Anh Phương) — танцы
24. Нго Данг Кыонг (вьет. Ngô Đặng Cường) — танцы
25. Чан Ким Куи (вьет. Trần Kim Quy) — танцы
26. Чинь Суан Динь (вьет. Trịnh Xuân Định) — танцы
27. Ву Хоай (вьет. Vũ Hoài) — танцы
28. Хоанг Ван Кхием (вьет. Hoàng Văn Khiềm) — вьетнамская опера туонг
29. Буй Дак Сы (вьет. Bùi Đắc Sừ) — режиссёр тео
30. Тхань Хоай (вьет. Thanh Hoài) — тео
31. Тхай Мань Хьен (вьет. Thai Mạnh Hiển) — цирк
32. Нгуен Нгок Чук (вьет. Nguyễn Ngọc Trúc) — цирк
33. Нго Суан Хюен (вьет. Ngô Xuân Huyền — режиссёр театра
34. Чан Динь Шань (вьет. Trần Đình Sanh) — арт-директор
35. Нгуен Тхи Хоа Бинь[вьет.] (вьет. Nguyễn Thị Hòa Bình) — вьетнамская опера туонг
36. Ле Хюи Куанг (вьет. Lê Huy Quang) — художник
37. Чан Кхань[вьет.] (вьет. Trần Khánh) — певец
38. До Чонг Тхуан (вьет. Đỗ Trọng Thuận, Вьет Кхоа) — диктор
39. Буй Хюи Хьеу (вьет. Bùi Huy Hiếu) — театральный художник

## 2010 (внеочередное)
- И Моан[вьет.] (вьет. Y Moan) — певец[1]

## 2011
Звание получили 74 человека.

### Театр (34 человека)
1. Нго Данг Хонг Ван[вьет.] (вьет. Ngô Đặng Hồng Vân, Хонг Ван) — актёр, арт-директор
2. Чан Тхи Ле Тхюи[вьет.] (вьет. Trần Thị Lệ Thủy, Ле Тхюи) — кайлыонг
3. Нгуен Тхи Бать Тует (вьет. Nguyễn Thị Bạch Tuyết, Бать Тует) — кайлыонг
4. Фонг Тхи Нгок Зяу[вьет.] (вьет. Phong Thị Ngọc Giàu, Нгок Зяу) — кайлыонг
5. Нгуен Ким Кыонг[вьет.] (вьет. Nguyễn Kim Cương, Ким Кыонг) — драматический актёр
6. Хюинь Чи Ба[вьет.] (вьет. Huỳnh Trí Bá, Вьен Тяу) — композитор, музыкант
7. Нгуен Ким Хай (вьет. Nguyễn Kim Hải, Чань Хай) — музыкант, инструменталист
8. Нгуен Динь Ти (вьет. Nguyễn Đình Chí, Куанг Ти) — кайлыонг
9. Зянг Мань Ха (вьет. Giang Mạnh Hà) — кайлыонг
10. Ву Тхи Тхуан (вьет. Vũ Thị Thuấn, Тхань Тхуан) — кайлыонг
11. Ву Нгоан Хоп (вьет. Vũ Ngoạn Hợp) — цирковой арт-директор
12. Нгуен Тхюи Чанг[вьет.] (вьет. Nguyễn Thùy Trang) — кукольный театр на воде
13. Чан Нгок Зяу (вьет. Trần Ngọc Giàu) — режиссёр, преподаватель
14. Нгуен Нгок Бинь (вьет. Nguyễn Ngọc Bình) — режиссёр, актёр театра
15. Май Ван Ты (вьет. Mai Văn Tư, Май Ты) — режиссёр
16. Ле Ван Хюэ (вьет. Lê Văn Huệ, Ле Хюэ) — режиссёр
17. Хоанг Тхи Кук (вьет. Hoàng Thị Cúc, Хоанг Кук) — драматическая актриса
18. Нгуен Хоай Хюэ (вьет. Nguyễn Hoài Huệ, Хоай Хюэ) — актёр
19. Нгуен Тхи Лан Хыонг[вьет.] (вьет. Nguyễn Thị Lan Hương, Лан Хыонг, Хыонг Бонг) — актёр
20. Чан Тхи Минь Хоа[вьет.] (вьет. Trần Thị Minh Hòa, Минь Хоа) — актёр
21. Нгуен Ван Чи (вьет. Nguyễn Văn Trị, Куок Чи) — драматический актёр
22. Нгуен Тхи Зуен[вьет.] (вьет. Nguyễn Thị Duyên, Лыонг Зуен) — актёр тео
23. Нгуен Зан Куок (вьет. Nguyễn Dân Quốc) — художник тео
24. Нгуен Тхи Гай (вьет. Nguyễn Thị Gái, Минь Гай) — режиссёр, актриса
25. Данг Минь Нгок (вьет. Đặng Minh Ngọc) — актёр туонг
26. Нгуен Тхи Тху Нян (вьет. Nguyễn Thị Thu Nhân, Тху Нян) — актриса
27. Хоанг Тхи Тхао (вьет. Hoàng Thị Thảo, Хоанг Фыонг Тхао) — актриса туонг
28. Нгуен Тхи Тхом (вьет. Nguyễn Thị Thơm, Хыонг Тхом) — актёр туонг
29. Чан Тхи Кхьем (вьет. Trần Thị Khiêm, Хонг Кхьем) — актриса туонг
30. Нгуен Зя Кхоан (вьет. Nguyễn Gia Khoản) — актёр туонг
31. Нгуен Хой (вьет. Nguyễn Hợi, Нгуен Суан Хой) — актёр туонг
32. Чан Тхи Тху Ха[вьет.] (вьет. Trần Thị Thu Hà) — актёр театра
33. Фан Тхи Бать Хак (вьет. Phan Thị Bạch Hạc) — актриса театра
34. Чинь Тхи Хонг Лыу (вьет. Trịnh Thị Hồng Lựu, Hồng Lựu) — актриса театра

### Музыка (11 человек)
1. Нгуен Тхи Бинь (вьет. Nguyễn Thị Bình, Нгуен Хоа Бинь) — режиссёр, преподаватель
2. Чан Тинь (вьет. Trần Chính) — этнический солист
3. Данг Ван Хунг (вьет. Đặng Văn Hùng) — Арт-директор
4. Нгуен Тхи Зыонг Льеу (вьет. Nguyễn Thị Dương Liễu) — пение
5. Нгуен Ван Ман (вьет. Nguyễn Văn Mẫn) — режиссёр
6. Ле Чонг Нгиа[вьет.] (вьет. Lê Trọng Nghĩa) — режиссёр
7. Нго Ван Тхань (вьет. Ngô Văn Thành) — скрипач
8. Нгуен Ван Тьен (вьет. Nguyễn Văn Tiến, Тьен Бау) — монохорд
9. Нгуен Тхюи Хыонг[вьет.] (вьет. Nguyễn Thúy Hường, Тхюи Хыонг)
10. Та Ким Лоан (вьет. Ta Kim Loan)

### Кино (21 человек)
1. Нгуен Ха Бак[вьет.] (вьет. Nguyễn Hà Bắc — режиссёр
2. Буй Бай Бинь[вьет.] (вьет. Bùi Bài Bình — киноактер
3. То Ван Кыонг (вьет. Tô Văn Cương, То Кыонг, посмертно) — режиссёр документальных и научных фильмов
4. Нгуен Ньы Ву (вьет. Nguyễn Như Vũ — режиссёр документальных и научных фильмов
5. Нгуен Тхуок (вьет. Nguyễn Thước — режиссёр документальных и научных фильмов
6. Хоанг Ти (вьет. Hoàng Chì, Фан Чонг Куи, посмертно) — режиссёр документальных и научных фильмов
7. Фам Хьеу Зан (вьет. Phạm Hiếu Dân, Фам Ки Нам, посмертно) — режиссёр
8. Чан Куок Зунг[вьет.] (вьет. Trần Quốc Dũng
9. Чан Дак (вьет. Trần Đắc, посмертно) — режиссёр
10. Доан Ми Хыонг (вьет. Đoàn Mỹ Hương, Ву Ле Ми) — режиссёр
11. Май лок (вьет. Mai Lộc — режиссёр
12. Нгуен Хонг Нги (вьет. Nguyễn Hồng Nghi, посмертно) — режиссёр
13. Нгуен Ван Нгьеп (вьет. Nguyễn Văn Nghiệp, Нгуен Тхе Доан, посмертно)
14. Дао Ба Шон[вьет.] (вьет. Đào Bá Sơn — режиссёр
15. Ле Ван Тхи (вьет. Lê Văn Thi, Ле Тхи) — режиссёр
16. Фам Минь Чи (вьет. Phạm Minh Trí — режиссёр
17. Фам Куок Чунг[вьет.] (вьет. Phạm Quốc Trung — художник кинематографического дизайна
18. Нгуен Тхань Ван[вьет.] (вьет. Nguyễn Thanh Vân — кинорежиссёр
19. Данг Суан Хай (вьет. Đặng Xuân Hải — режиссёр
20. Ли Ким Туен[вьет.] (вьет. Lý Kim Tuyền, Ли Хюинь) — актёр, режиссёр
21. Фыонг Тхи Тхань[вьет.] (вьет. Phương Thị Thanh, Phương Thanh, посмертно) — актёр

### Танец (8 человек)
1. Ха Тхи Ким Тюнг (вьет. Hà Thị Kim Chung)
2. Ха Тхе Зунг (вьет. Hà Thế Dũng)
3. Нгуен Нгок Лан[вьет.] (вьет. Nguyễn Ngọc Lan)
4. То Нгует Нга (вьет. Tô Nguyệt Nga)
5. Ле Тхи Куинь Ньы (вьет. Lê Thị Quỳnh Như)
6. Нгуен Ван Куанг[вьет.] (вьет. Nguyễn Văn Quang)
7. Нгуен Минь Тхонг (вьет. Nguyễn Minh Thông)
8. Ле Тхе Хуан (вьет. Lê Thế Huân)

### Телевидение (2 человека)
1. Нгуен Тхи Фыонг Хоа[вьет.] (вьет. Nguyễn Thị Phương Hoa, Фыонг Хоа) — режиссёр
2. Чан Ван Кьен[вьет.] (вьет. Trần Văn Kiên, Чан Кьен, посмертно) — режиссёр

## 2015

### Музыка (23 человека)
1. Чан Ван Лой[вьет.] (вьет. Trần Văn Lợi, Дык Лой) — арт-директор и режиссёр
2. Ву Динь Тьеу (вьет. Vũ Đình Chiểu) — пение
3. Нгуен Ван Винь[вьет.] (вьет. Nguyễn Văn Vinh, Куанг Винь) — режиссёр, художественный руководитель, дирижёр оркестра
4. Хоанг Ан Ту (вьет. Hoàng Anh Tú) — пение
5. Хоанг Тху Хыонг (вьет. Hoàng Thu Hương) — пение
6. Ки Тхай Бао[вьет.] (вьет. Kỳ Thái Bảo) — пение
7. Нгуен Чонг Дай[вьет.] (вьет. Nguyễn Trọng Đài, Чонг Дай) — режиссёр, арт-директор
8. Ву Тхи Суан (вьет. Vũ Thị Xuân, Thanh Xuan) — пение
9. Чan Тхи Хоай Тхань (вьет. Trần Thị Hoài Thanh) — пение
10. Хоанг Те (вьет. Hoàng Chè) — пение
11. Фам Хоанг Тхань (вьет. Phạm Hoàng Thành) — пение
12. Нгуен Вьет Тхан (вьет. Nguyễn Viết Thân) — режиссёр
13. Ви Тхи Хоа (вьет. Vi Thị Hoa) — пение
14. Нгуен Тхи Фук[вьет.] (вьет. Nguyễn Thị Phúc, Хонг Фук)
15. Нгуен Тхюи Кай[вьет.] (вьет. Nguyễn Thuý Cải) — пение, художественный руководитель
16. Чан Тхи Мо (вьет. Trần Thị Mơ)
17. Фам Тьен Зунг[вьет.] (вьет. Phạm Tiến Dũng) — арт-директор
18. Нго Хоанг Куан (вьет. Ngô Hoàng Quân) —
19. Фам Нгок Кхой (вьет. Phạm Ngọc Khôi) — дирижёр
20. Нгуен Тхьеу Хоа (вьет. Nguyễn Thiếu Hoa) — дирижёр
21. Нгуен Тхе Зан (вьет. Nguyễn Thế Dân)
22. Нонг Суан Ай[вьет.] (вьет. Nông Xuân Ái) — пение
23. До Тхи Нгат[вьет.] (вьет. Đỗ Thị Ngát, Хонг Нгат) — пение

### Кино (10 человек)
1. Ли Тхай Зунг (вьет. Lý Thái Dũng)
2. Бань Бак Хай (вьет. Bành Bắc Hải) — звукорежиссёр
3. Нгуен Тхи Минь Тяу[вьет.] (вьет. Nguyễn Thị Minh Châu, Минь Тяу) — актёр
4. Ле Хюи Хоа (вьет. Lê Huy Hoà) — звукорежиссёр
5. Ле Хонг Тьыонг (вьет. Lê Hồng Chương) — кинорежиссёр
6. Фам Нюэ Зянг (вьет. Phạm Nhuệ Giang) — режиссёр
7. Нгуен Хыу Фан (вьет. Nguyễn Hữu Phần) — режиссёр
8. Лыу Ван Куи (вьет. Lưu Văn Quỳ, Лыу Куи) — режиссёр
9. Буй Чан Туэ Минь (вьет. Bùi Trần Tuệ Minh) — актёр
10. Фан Нгок Лан (вьет. Phan Ngọc Lan) — актриса

### Танцы (12 человек)
1. Нгуен Хыу Ты (вьет. Nguyễn Hữu Từ) — хореограф
2. Лы Тхи Кьеу Ле (вьет. Lữ Thị Kiều Lê, Ан Ву) — хореограф
3. Чан Суан Тхань (вьет. Trần Xuân Thanh) — хореограф
4. Нгуен Нгок Ань[вьет.] (вьет. Nguyễn Ngọc Anh) — художественный руководитель, хореограф
5. Нгуен Тхи Тху Ха[вьет.] (вьет. Nguyễn Thị Thu Hà — Хореограф
6. Фам Тхи Нгок Бить (вьет. Phạm Thị Ngọc Bích) — хореограф
7. Данг Ван Хунг (вьет. Đặng Văn Hùng, Данг Хунг) — хореограф
8. И Шан Алио (вьет. Y San Aliô, Ама Хри Алио) — хореограф
9. Хоанг Нгок Хай (вьет. Hoàng Ngọc Hải, Хоанг Хай) — хореограф
10. Доан Выонг Линь (вьет. Đoàn Vương Linh) — хореограф
11. Май Чунг Кьен (вьет. Mai Trung Kiên, Май Кьен) — хореограф
12. Ла Тхи Кам Ван (вьет. La Thị Cẩm Vân, посмертно) — хореограф

### Театр (53 человека)
1. Выонг Зуй Бьен (вьет. Vương Duy Biên) — директор, художник, арт-директор
2. Хо Тхи Ле Тху (вьет. Hồ Thị Lệ Thu) — актриса
3. Хоанг Шонг Хао (вьет. Hoàng Song Hào) — театральный дизайнер
4. Май Тхи Тхюи[вьет.] (вьет. Mai Thị Thủy, Май Тхюи) — актёр тео
5. Хоанг Куок Ань[вьет.] (вьет. Hoàng Quốc Anh, Куок Ань) — актёр тео
6. Фам Суан Тхам (вьет. Phạm Xuân Thấm) — актёр, режиссёр театра кукол
7. Фам Тхи Ким Оань (вьет. Phạm Thị Kim Oanh, Кьеу Оань) — актриса
8. Ву Ты Лонг[вьет.] (вьет. Vũ Tự Long, Ты Лонг) — актёр тео
9. Чинь Тхи Муй[вьет.] (вьет. Trịnh Thị Mùi, Тхюи Муй) — актёр тео, режиссёр, арт-директор
10. Чинь Минь Тьен (вьет. Trịnh Minh Tiến) — актёр тео
11. Ты Ван Хьеп (вьет. Từ Văn Hiệp, Минь Хьеп) — Актёр
12. Нгуен Хоанг Туан (вьет. Nguyễn Hoàng Tuấn) — Арт-директор
13. Фам Тхи Тхань Хыонг[вьет.] (вьет. Phạm Thị Thanh Hương) — актриса
14. Нгуен Тьен Дат (вьет. Nguyễn Tiến Đạt) — актёр драматического театра
15. Нгуен Чунг Хьеу (вьет. Nguyễn Trung Hiếu, Чунг Хьеу) — актёр
16. Нгуен Тхи Хоанг Май (вьет. Nguyễn Thị Hoàng Mai, Хоанг Куинь Май) — режиссёр театра
17. Ле Ван Куи[вьет.] (вьет. Lê Văn Quý, Суан Куи) — актёр
18. Нгуен Ван Зыонг||vi|Nguyễn_Văn_Dương (вьет. Nguyễn Văn Dương, Ань Зыонг) — актёр
19. Чан Ван Ньыонг (вьет. Trần Văn Nhượng, Чан Ньыонг) — актёр, режиссёр, художественный руководитель
20. Чан Туан Хай[вьет.] (вьет. Trần Tuấn Hải) — актёр, режиссёр театра
21. Выонг Тат Лой (вьет. Vương Tất Lợi) — Художник
22. Нгуен Суан Ву (вьет. Nguyễn Xuân Vũ) — Актриса
23. Фам Ань Ту[вьет.] (вьет. Phạm Anh Tú, Ань Ту) — актёр, режиссёр
24. Нгуен Хыу Нгиа (вьет. Nguyễn Hữu Nghĩa, Ngan Vuong) — актёр
25. Дан Тху Зунг (вьет. Đặng Thu Dung) — Актриса
26. Та Зуй Ань (вьет. Tạ Duy Ánh) — актёр цирка, режиссёр
27. Хо Тхи Ким Куи (вьет. Hồ Thị Kim Quý) — драматический актёр
28. Нгуен Тхи Там[вьет.] (вьет. Nguyễn Thị Tâm, Тхань Там) — актёр тео
29. Ле Тхи Тху Ван (вьет. Lê Thị Thu Vân, Тхао Ван) — Актриса
30. Фам Ван Мон (вьет. Phạm Văn Mởn) — актёр тео
31. Фан Хо (вьет. Phan Hổ, Фан Тхань Фук) — режиссёр
32. Нгуен Тхи Ким Льен (вьет. Nguyễn Thị Kim Liên) — актёр тео
33. Ву Тьен Мак (вьет. Vũ Tiến Mác) — Актриса
34. Нгуен Тхи Ле Нгок (вьет. Nguyễn Thị Lệ Ngọc) — актриса
35. Ву Тхи Минь Мин Хюэ (вьет. Vũ Thị Minh Huệ) — актёр тео
36. До Минь Ханг (вьет. Đỗ Minh Hằng) — драматический актёр, арт-директор
37. Нго Тхи Тху Куе (вьет. Ngô Thị Thu Quế) — актриса драматического театра
38. Нгуен Куок Чыонг (вьет. Nguyễn Quốc Trượng) — режиссёр, актёр тео
39. Нгуен Тьен Зунг (вьет. Nguyễn Tiến Dũng) — актёр, режиссёр
40. Нгуен Мань Тыонг[вьет.] (вьет. Nguyễn Mạnh Tường) — актёр тео
41. Дао Ван Ле (вьет. Đào Văn Lê, Дао Ле) — режиссёр тео
42. Ву Тхи Выонг Ха (вьет. Vũ Thị Vương Hà) — Актриса
43. Хоанг Ван Дат (вьет. Hoàng Văn Đạt, Хоанг Дат) — музыкант, дирижёр
44. Фан Тхи Лок (вьет. Phan Thị Lộc, Diem Loc) — актёр тео
45. Динь Ван Мань (вьет. Đinh Văn Mạnh, Manh Phong) — актёр тео
46. Нгуен Ан Фук (вьет. Nguyễn An Phúc) — Актёр
47. Чан Ван Тхонг (вьет. Trần Văn Thông) — актёр тео
48. Чан Куок Тьем (вьет. Trần Quốc Chiêm) — актёр тео, арт-директор
49. Нгуен Ань Зунг (вьет. Nguyễn Anh Dũng, посмертно) — актёр
50. Хан Ван Хай (вьет. Hàn Văn Hải, Han Hai) — актёр
51. Нгуен Тхи Нгок Вьен (вьет. Nguyễn Thị Ngọc Viên) — актёр тео
52. Буй Тхань Чам (вьет. Bùi Thanh Trầm) — актёр тео
53. Данг Чонг Хыу[вьет.] (вьет. Đặng Trọng Hữu, Чонг Хыу) — актёр

### Телевидение (4 человека)
1. Фам Тхань Фонг (вьет. Phạm Thanh Phong) — режиссёр
2. Чинь Ле Ван (вьет. Trịnh Lê Văn) — режиссёр
3. Чан Хонг Кам (вьет. Trần Hồng Cẩm, Чан Кам, Кам Ти) — режиссёр
4. Чан Тхи Тует (вьет. Trần Thị Tuyết) — чтение стихов

## 2019
Звание получили 84 человека.

### Музыка (18 человек)
1. Нгуен Суан Бак (вьет. Nguyễn Xuân Bắc) — музыкант, исполняющий национальную музыку на перкуссии
2. Нонг Чунг Бо (вьет. Nông Trung Bộ) — арт-директор
3. Фо Тхи Дык[вьет.] (вьет. Phó Thị Đức, Ким Дык) — пение
4. Ле Ван Ха (вьет. Lê Văn Hà) — режиссёр оперы
5. До Мань Ха (вьет. Đỗ Mạnh Hà) — пение
6. Буй Тхань Хай (вьет. Bùi Thanh Hải) — дирижёр оркестра
7. До Куок Хынг[вьет.] (вьет. Đỗ Quốc Hưng) — пение
8. Као Хыу Няк (вьет. Cao Hữu Nhạc) — арт-директор
9. То Лан Фыонг (вьет. Tô Lan Phương) — пение
10. Нгуен Тхи Хюен Фин (вьет. Nguyễn Thị Huyền Phin) — пение
11. Фам Куанг Хюи (вьет. Phạm Quang Huy) — пение
12. Фан Хоп Муон (вьет. Phan Hợp Muôn, Фан Муон) — пение
13. Нгуен Тяу Шон (вьет. Nguyễn Châu Sơn) — музыкант (скрипач)
14. Ро Тям Фианг[вьет.] (вьет. Rơ Chăm Phiang) — пение
15. Та Минь Там[вьет.] (вьет. Tạ Minh Tâm) — пение
16. Чьеу Тхюи Тьен (вьет. Triệu Thủy Tiên) — пение
17. Доан Хунг Тьен (вьет. Doãn Hùng Tiến, Доан Тьен) — дирижёр оркестра
18. Лыонг Хунг Вьет (вьет. Lương Hùng Việt) — музыкант (флейта)

### Кино (10 человек)
1. Ле Нят Кхоа (вьет. Lê Nhật Khoa) —
2. Фам Нгок Туан (вьет. Phạm Ngọc Tuấn) — режиссёр
3. Дыонг Туан Ба (вьет. Đường Tuấn Ba)
4. Нгуен Тхюи Ван (вьет. Nguyễn Thuỵ Vân, Thuy Van) — актёр
5. До Тхи Дык[вьет.] (вьет. Đỗ Thị Đức, Минь Дык) — актёр
6. До Фыонг Тоан (вьет. Đỗ Phương Toàn, Доан Куок)
7. Нгуен Ван Нам (вьет. Nguyễn Văn Nẫm, Ле Май Фонг)
8. Ву Куок Туан (вьет. Vũ Quốc Tuấn)
9. Нгуен Зан Нам (вьет. Nguyễn Dân Nam)
10. Тяу Тхи Ким Суан[вьет.] (вьет. Châu Thị Kim Xuân, Ким Суан) — актриса

### Танцы (2 человека)
1. Нгуен Хонг Фонг[вьет.] (вьет. Nguyễn Hồng Phong)
2. Чан Тхи Тху Ван (вьет. Trần Thị Thu Vân, Тху Ван)

### Телевидение (4 человека)
1. Нгуен Чонг Чинь[вьет.] (вьет. Nguyễn Trọng Trinh, Чонг Чинь) — режиссёр
2. Нгуен Хоанг Лам[вьет.] (вьет. Nguyễn Hoàng Lâm) — режиссёр
3. Ле Тхи Банг Хыонг (вьет. Lê Thị Bằng Hương, Вьет Хыонг) — режиссёр
4. Хюинь Ван Хунг (вьет. Huỳnh Văn Hùng, Хюинь Хунг) — режиссёр

### Театр (45 человек)
1. Дао Ван Чунг (вьет. Đào Văn Trung)
2. Нгуен Суан Винь[вьет.] (вьет. Nguyễn Xuân Vinh)
3. Чьеу Чунг Кьен (вьет. Triệu Trung Kiên) — режиссёр кайлыонг
4. Чан Тхи Тхань Ви[вьет.] (вьет. Trần Thị Thanh Vy, Тхань Ви) — актёр кайлыонг
5. Нгуен Тхи Нгок Хоа[вьет.] (вьет. Nguyễn Thị Ngọc Hoa, Тхоай Мьеу) — актёр кайлыонг
6. Чан Ван Зёй (вьет. Trần Văn Giỏi, Van Gioi) — музыкант кайлыонг
7. Фам Хоанг Нам[вьет.] (вьет. Phạm Hoàng Nam, Тхан Нам) — актёр кайлыонг
8. Нгуен Ван Вынг[вьет.] (вьет. Nguyễn Văn Vưng, Минь Выонг) — актёр кайлыонг
9. Нгуен Тхань Льем[вьет.] (вьет. Nguyễn Thanh Liêm, Тхань Туан) — актёр кайлыонг
10. Нгуен Тхи Нга[вьет.] (вьет. Nguyễn Thị Ngà, Тхань Нган) — актёр кайлыонг
11. Нгуен Тхи Тхюи Хьен (вьет. Nguyễn Thị Thúy Hiền) — актёр тео
12. Доан Тхань Бинь (вьет. Đoàn Thanh Bình) — актёр тео
13. Нгуен Тхи Бить Нгоан[вьет.] (вьет. Nguyễn Thị Bích Ngoan, Thanh Ngoan) — режиссёр тео, арт-директор
14. Ву Нгок Кай (вьет. Vũ Ngọc Cải, Ву Кай) — актёр тео
15. Фам Дык Нян[вьет.] (вьет. Phạm Đức Nhân, Хань Нян) — актёр тео
16. Нгуен Тхи Минь Тху (вьет. Nguyễn Thị Minh Thu) — актёр тео
17. Чыонг Хай Тхо (вьет. Trương Hải Thọ) — режиссёр тео
18. Чан Тхи Куен (вьет. Trần Thị Quyền, Ван Куен) — актёр тео
19. Ву Тхюи Нган[вьет.] (вьет. Vũ Thúy Ngần, Тхюи Нган) — актёр тео
20. Нгуен Кхак Ты (вьет. Nguyễn Khắc Tư) — актёр тео
21. Нгуен Тхи Тхюи Мо (вьет. Nguyễn Thị Thúy Mơ) — актёр тео
22. Чан Минь Туэ (вьет. Trần Minh Tuệ) — актёр народного театра
23. Фунг Тхи Бинь[вьет.] (вьет. Phùng Thị Bình, Тхань Бинь) — актёр народного театра
24. Нгуен Конг Бай (вьет. Nguyễn Công Bẩy) — режиссёр, актёр драматического театра
25. Нгуен Тхи Хоанг Йен (вьет. Nguyễn Thị Hoàng Yến) — актёр драматического театра
26. Фам Хюи Там (вьет. Phạm Huy Tầm) — актёр драматического театра
27. Донг Тхи Тху Ха[вьет.] (вьет. Đồng Thị Thu Hà, Тху Ха) — актёр драматического театра
28. Буй Чунг Ань[вьет.] (вьет. Bùi Trung Anh, Чунг Ань) — актёр драматического театра
29. Ле Шон (вьет. Lê Sơn)
30. Нгуен Тхи Тхюи Хьен (вьет. Nguyễn Thị Thúy Hiền) — актёр драматического театра
31. Нгуен Тхи Минь Ханг||vi|Minh_Hằng_(diễn_viên) (вьет. Nguyễn Thị Minh Hằng, Минь Ханг) — актёр драматического театра
32. Нгуен Нгок Тхы (вьет. Nguyễn Ngọc Thư) — актёр драматического театра
33. Нгуен Конг Ли[вьет.] (вьет. Nguyễn Công Lý, Конг Ли) — актёр драматического театра
34. Нгуен Ван Хай[вьет.] (вьет. Nguyễn Văn Hải, Нгуен Хай) — режиссёр, актёр драматического театра
35. Чинь Нгок Тхай (вьет. Trịnh Ngọc Thái) — актёр драматического театра
36. Нгуен Вьет Тханг[вьет.] (вьет. Nguyễn Việt Thắng) — актёр драматического театра
37. Чан Нгок Хань[вьет.] (вьет. Trần Ngọc Hạnh, Чан Хань) — актёр драматического театра
38. Чан Минь Нгок (вьет. Trần Minh Ngọc) — режиссёр драматического театра
39. Нгуен Вьет Ань[вьет.] (вьет. Nguyễn Việt Anh, Вьет Ань) — актёр драматического театра
40. Нгуен Ван Тхюи (вьет. Nguyễn Văn Thủy) — актёр вьетнамской оперы туонг
41. Нгуен Тхи Май Лан (вьет. Nguyễn Thị Mai Lan) — актёр вьетнамской оперы туонг
42. Нгуен Нгок Куен (вьет. Nguyễn Ngọc Quyền) — актёр вьетнамской оперы туонг
43. Лыу Ким Хунг (вьет. Lưu Kim Hùng) — актёр вьетнамской оперы туонг
44. Тонг Тоан Тхань (вьет. Tống Toàn Thắng) — цирковой режиссёр
45. Хоанг Минь Кхань (вьет. Hoàng Minh Khánh) — цирковой режиссёр

### Посмертно
1. Нгуен Данг Тоан (вьет. Nguyễn Đăng Toàn) — актёр кайлыонг
2. Буй Ван Кыонг (вьет. Bùi Văn Cường, Буй Куонг) — режиссёр
3. Доан Ань Туан (вьет. Đoàn Anh Tuấn) — актёр музыкального жанра
4. Чан Нгок Тяу[вьет.] (вьет. Trần Ngọc Châu, Зянг Тяу) — актёр кайлыонг
5. Чан Куанг Хунг (вьет. Trần Quang Hùng) — режиссёр кайлыонг